# Okounov
Okounov (en allemand : Okenau) est une commune du district de Chomutov, dans la région d'Ústí nad Labem, en République tchèque. Sa population s'élevait à 392 habitants en 2021.

## Géographie
Okounov se trouve à 25 km au sud-ouest de Chomutov, à 75 km au sud-ouest d'Ústí nad Labem et à 101 km au nord-ouest de Prague.
La commune est limitée par Perštejn au nord, par Klášterec nad Ohří au nord et à l'est, par le terrain militaire de Hradiště au sud, et par Stráž nad Ohří à l'ouest.

## Histoire
La première mention écrite d'Okounov remonte à 1358.

## Transports
Par la route, Okounov se trouve à 8 km de Klášterec nad Ohří, à 29 km de Chomutov, à 29 km de Karlovy Vary, à 92 km d'Ústí nad Labem et à 120 km de Prague.